# Mausoleo di Francesco Cilea

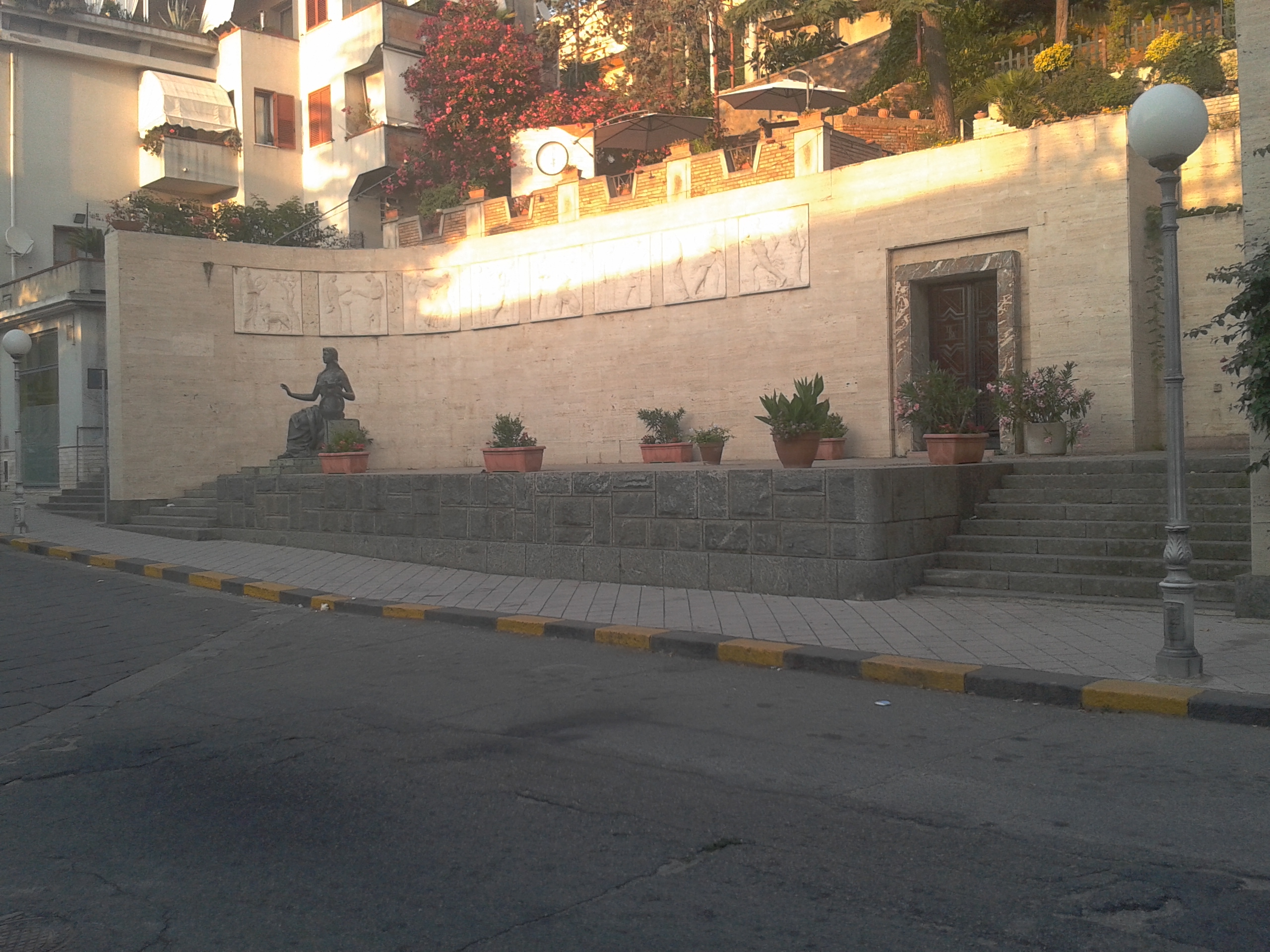
Il mausoleo ripreso dalla via Salerno

Il mausoleo di Francesco Cilea è un moderno monumento eretto a Palmi in onore del famoso compositore locale. L'opera sorge in pieno centro storico, nella piazza Pentimalli.

## Storia
Nel luogo dove adesso sorge il Mausoleo di Francesco Cilea in precedenza vi era collocato un altro monumento cittadino, la Torre dell'orologio, costruita nel 1914. Per ottenere lo spazio necessario per la realizzazione del mausoleo, l'antica Torre dell'Orologio venne demolita e parte della collina sottostante il borgo medioevale denominato Spirito Santo fu sbancata.
L'opera venne realizzata dall'artista Michele Guerrisi e dall'architetto Nino Bagalà e fu inaugurata il 28 novembre 1962, quando venne traslata la salma dell'artista da Varazze a Palmi. Per l'evento vennero programmate alcune celebrazioni.
Il 13 ottobre 2014 il mausoleo è stato visitato dal direttore d'orchestra Riccardo Muti.

## Descrizione

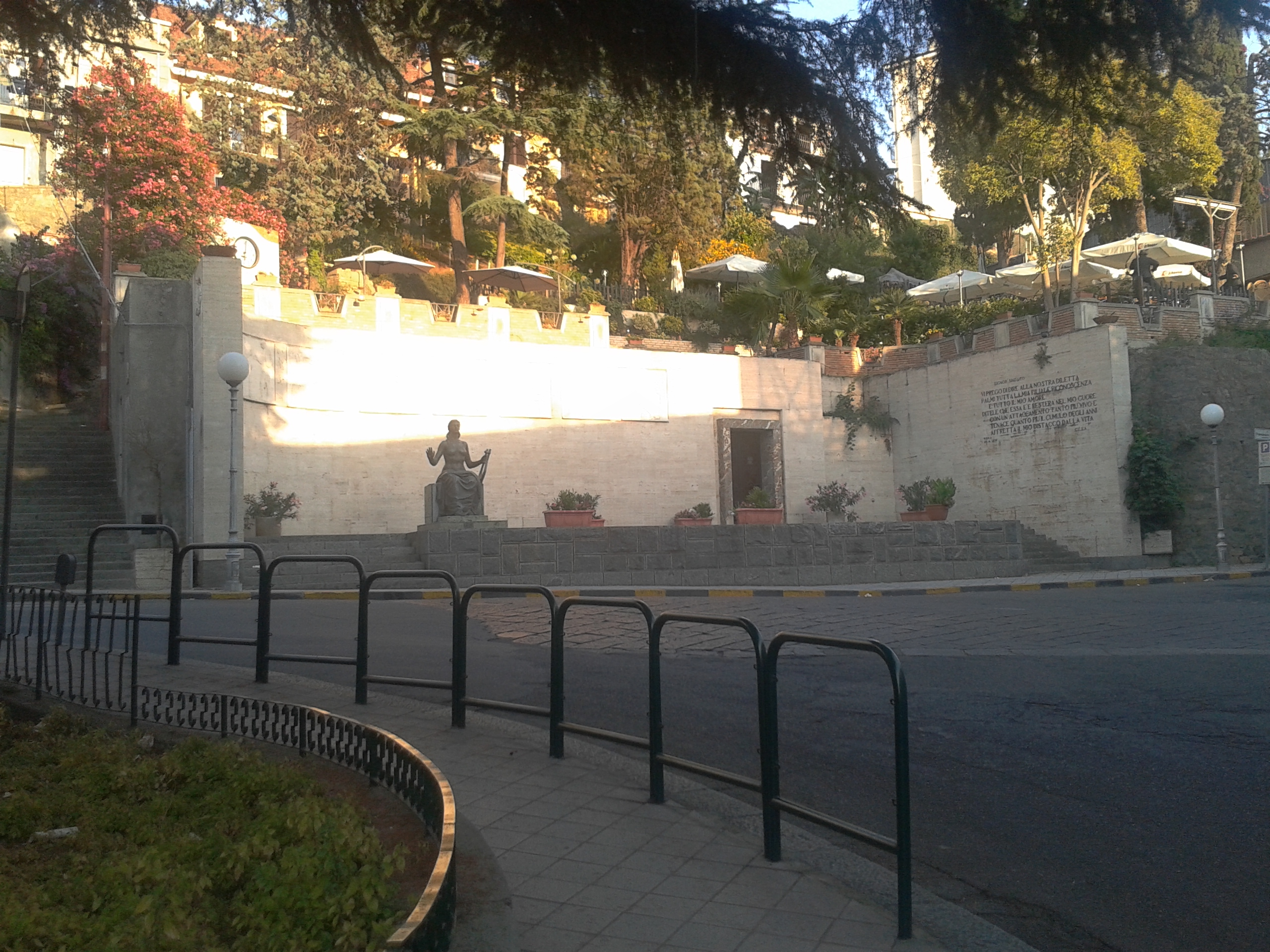
Il mausoleo ripreso dalla piazza Pentimalli

Il mausoleo, esternamente, si presenta come un'ampia area sopraelevata rispetto alla piazza, raggiungibile tramite alcuni scalini, che è delimitata da una parete in muratura in parte curvilinea sulla quale sono disposti dei bassorilievi marmorei di Michele Guerrisi con raffigurazioni di scene del mito di Orfeo ed Euridice. Il tutto attornia una scultura bronzea che rappresenta la musa Erato. Su un lato dell'alto muro sono riportate le seguenti parole pronunciate da Francesco Cilea:
"Signor Sindaco

vi prego di dire alla nostra diletta

Palmi tutta la mia filiale riconoscenza

e tutto il mio amore.

Ditele che essa è e resterà nel mio cuore

con un attaccamento tanto più vivo e

tenace quanto più il cumulo degli anni

affretta il mio distacco dalla vita."

Roma 20 6 1950

Cilea
Internamente invece il mausoleo ospita una cripta, decorata da mosaici, contenente le spoglie dell'artista e della sua consorte.